# 阿尔贝塞孔卡萨诺
阿尔贝塞孔卡萨诺（義大利語：Albese con Cassano），是意大利科莫省的一个市镇。总面积8平方公里，人口4076人，人口密度509.5人/平方公里（2009年）。ISTAT代码为013004。

## 友好城市
- 法國 圣日龙